# Ghazi Hamad
Ghazi Hamad (en árabe: غازي حمد‎; nacido en 1964) fue presidente de la autoridad de cruces fronterizos en la Franja de Gaza y viceministro de Asuntos Exteriores en el gobierno de Hamás en 2012.  

## Biografía
Hamad nació en 1964 en el campo de refugiados de Yavne Asher en Rafah.
Tiene una licenciatura en veterinaria y habla inglés y hebreo además de su árabe nativo.  Fue editor del mensaje semanal y editor en jefe del ahora desaparecido periódico Al Watan, propiedad de Hamás.
Durante 25 años ha sido miembro de Hamás y es el ex editor jefe del semanario de Hamás Ar-Risala.   En octubre de 2004, Hamad también era el jefe del Partido Islámico de Salvación. 
Asumió el papel de portavoz de Hamás, habiendo ganado considerable credibilidad gracias a la popularidad de su periódico, su encarcelamiento por parte de la Autoridad Nacional Palestina bajo la administración de Fatah, así como su detención de cinco años por parte de los israelíes por actividades relacionadas con Hamás.  Hamad era editor en el momento en que se cerró Al-Risala y él mismo fue encarcelado por la Autoridad Palestina por publicar artículos perjudiciales para la reputación de la Autoridad Palestina, particularmente su sistema penitenciario.  En agosto de 2006, escribió un artículo para Al Ayyam, un diario palestino, afirmando que "Gaza está sufriendo bajo el yugo de la anarquía y las espadas de matones" y "Es extraño que, cuando se hace un gran esfuerzo para reabrir el paso de Rafah para aliviar el sufrimiento de la gente, se ve a otros que van a lanzar cohetes hacia allí. O cuando alguien habla del alto el fuego y de su importancia, hay quienes van y lanzan más cohetes. Por supuesto, no lo sé. Niego que la ocupación haya cometido masacres que no puedan justificarse. Pero apoyo las negociaciones sobre lo que se puede arreglar". Dijo también sobre la violencia. En el artículo, Hamed se pregunta si los palestinos padecen una "enfermedad crónica de la violencia" y afirma que la violencia se ha convertido en una cultura arraigada. Según él, ese año más de 175 palestinos murieron por el fuego palestino, además de cientos de heridos y discapacitados. El artículo también critica el fenómeno de los disparos en bodas y funerales. 
En 2006, en respuesta al bombardeo de Beit Hanoun en 2006, en el que el fuego de tanques israelíes mató al menos a 18 palestinos (incluidos mujeres y niños),  se citó a Hamad diciendo: "Israel debería ser borrado de la faz de la Tierra. Es un país de animales que no reconoce ningún valor humano. Es un cáncer que debe ser erradicado". Tras este bombardeo, el Consejo de Seguridad de la ONU presentó una propuesta de condena que los Estados Unidos vetaron. Hamed respondió que el veto estadounidense al comunicado de condena a Israel era "una señal de que Estados Unidos legitima las masacres". Estados Unidos da 'luz verde' a Israel para llevar a cabo más masacres.  
El 31 de mayo de 2007, Hamad manifestó su voluntad de aceptar un Estado palestino dentro de las fronteras anteriores a 1967. 
Hamed fue el mediador en nombre de Hamás en canje de prisioneros relacionado con el secuestro de Guilad Schalit  y se aproximó a Ahmed Jabari durante las negociaciones secretas que llevó a cabo con Israel.  La liberación de Gilad Shalit, junto con sus estrechos vínculos con los jefes de Hamás, Ismail Haniyeh y Khaled Mashal, le otorgaron un estatus de honor en el movimiento. 
El 23 de septiembre de 2011, después de que Mahmoud Abbas solicitara formalmente a las Naciones Unidas la creación de un Estado palestino, Hamad declaró que no había sido consultado y que no estaba preparado para ello. 
El 24 de octubre de 2023, en una entrevista para la Compañía Libanesa de Radiodifusión (LBC), Hamad reiteró que Israel debía ser destruido y afirmó que Hamás continuaría con el tipo de masacres que llevó a cabo el 7 de octubre de 2023. Hamad también dijo: "Somos las víctimas de la ocupación. Punto. Por tanto, nadie debería culparnos por las cosas que hacemos. El 7 de octubre, el 10 de octubre, el millonésimo de octubre, todo lo que hagamos estará justificado. " 